# موش کور ژاپنی
موش کور ژاپنی (نام علمی: Mogera wogura) نام یک گونه از سرده موش کورهای ژاپنی است.